# Телегіна Поліна Андріївна
Поліна Телегіна — українська хокеїстка. Переможниця чемпіонату світу серед жінок в Дивізіоні III А.

## Життєпис
Дебютувала у дорослому хокеї Поліна Телегіна в чемпіонаті України з хокею серед жінок 2018—19 в складі жіночої команди «Автомобіліст» (Київ).
Після нетривалих виступів в Туреччині та Італії, Телегіна продовжила свою кар'єру в Швейцарії, де виступала у елітному дивізіоні швейцарського чемпіонату за клуб «Амбрі-Піотта». 
У 2023 році Поліна Телегіна на чемпіонаті світу-2023 (дивізіон III А) дебютувала у складі національної збірної. Збірна України на тому турнірі не змогла здобути підвищення у класі, зайнявши в групі лише друге місце, але Телегіна при цьому стала найрезультативнішою гравчинею своєї команди, набравши за системою гол+пас дев'ять очок (5+4).
Виграли золоті медалі Телегіна змогла вже у наступному році на чемпіонаті світу-2024 (дивізіон III А). Українська команда переграла всіх своїх суперниць по групі, посіла перше місце, здобула підвищення у класі, а Поліна Телегіна записала в свій актив тринадцять очок (5+8). В наступному році вже в дивізіоні II B, що проходив в новозеландському Данідіні Телегіна по системі гол+пас набрала 10 очок (3+7), а збірна України посіла в своїй групі третє місце.